# 徐文燕
徐 文燕（じょ ぶんえん、2005年1月15日 - ）は、日本棋院東京本院所属の囲碁棋士。二段。東京都出身、光永淳造六段門下。母は金艶四段。

## 経歴
2005年、東京都に生まれる。小学校1年生のときに母の金艶に教わって囲碁を始め、小学3年生時には小学生のアマ大会で東京都代表になるまで上達。小学4年生から光永淳造の囲碁教室に通い始め、2016年、小学6年生時の第37回少年少女囲碁大会で準優勝（決勝戦で三浦太郎に敗退）。その後、2017年10月に日本棋院東京本院の院生となる。
2019年1-2月の女流棋士採用試験では本戦3勝5敗の6位、2020年1-2月の同試験は本戦5勝3敗で3位。2021年1-2月の同試験にて本戦5勝2敗で首位となり、プロ入りを決めた。同年4月1日、16歳で入段。
入段初年の2021年には、非公式若手棋戦の第3回ワイズアカデミー杯で優勝。2023年、第27期女流棋聖戦で本戦ベスト4（準決勝で上野愛咲美に敗退）。
2024年4月より、Eテレ『囲碁フォーカス』で聞き手を務める。

## 人物
- 棋風は手厚く打ち進めるタイプ[3]。
- 母・金艶と、通訳の仕事をしていた父はともに上海の出身。そのため、徐も上海語を多少理解できる[1]。
- 師匠の光永とともに、「燕joy光永ヨセ祭りチャンネル」と題するYouTubeチャンネルでヨセを題材とした動画投稿を行っている[4]。
- 趣味はお菓子作り[1]。

## 棋歴

### 良績
- ワイズアカデミー杯 優勝（2021年・第3回）※非公式戦

### 昇段履歴
- 2021年4月1日 入段
- 2023年1月1日 二段（賞金ランキング）[12]